# Dama de Castanho de Raynham Hall

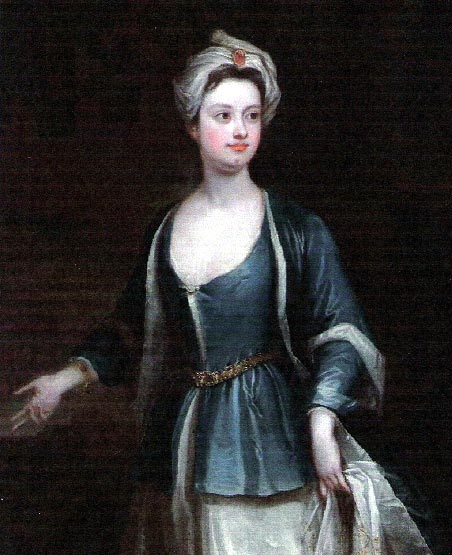
Dorothy Walpole, a Dama de Castanho

A Dama de Castanho (ou Dama de Marrom) de Raynham Hall é um fantasma que, segundo alguns relatos, assombra Raynham Hall em Norfolk. Tornou-se uma das assombrações mais conhecidas da Grã-Bretanha quando a sua imagem foi capturada por fotógrafos da revista Country Life que estavam a fotografar a escadaria principal em 1936, e que se tornaria uma das fotografias do paranormal mais famosas de sempre. A "Dama de Castanho" recebeu esse nome devido ao vestido de brocado castanho que alguns dizem que usa.

## Identidade do Fantasma
Segundo a lenda, a "Dama de Castanho de Raynham Hall" é o fantasma de Lady Dorothy Walpole (1696-1726), irmã de Robert Walpole, considerado geralmente o primeiro primeiro-ministro da Grã-Bretanha. Era a segunda esposa de Charles Townshend, conhecido pelo seu temperamento violento. A história diz que quando Townshend descobriu que a sua esposa tinha cometido adultério com Lord Wharton, a castigou, trancando-a nos seus aposentos na casa da família, Raynham Hall. Segundo Mary Wortley Montagu, Dorothy terá sido na realidade atraiçoada pela condessa de Wharton. A condessa convidou-a a ficar em sua casa durante alguns dias, sabendo que o seu marido nunca lhe permitiria deixá-la, nem para ver os filhos. Dorothy ficou em Raynham Hall até morrer em 1726 de varíola.

## Aparições
A primeira aparição registada do fantasma foi feita por Lucia C. Stone depois de uma reunião em Raynham Hall durante o Natal de 1835. Stone afirmou que Lord Charles Townsend tinha convidado várias pessoas, incluindo um coronel Loftus para se juntarem às festividades de Natal. Loftus e outro convidado chamado Hawkins afirmaram que tinham visto a "Dama de Castanho" uma noite quando se dirigiam aos seus quartos, reparando particularmente no vestido castanho que a aparição usava. Na noite seguinte Loftus afirmou que tinha voltado a ver a "Dama de Castanho", dizendo mais tarde que nesta ocasião prestou especial atenção às orbitas vazias do espectro, negras no seu rosto brilhante. As experiências de Loftus levaram muitos criados a deixar Raynham Hall permanentemente.

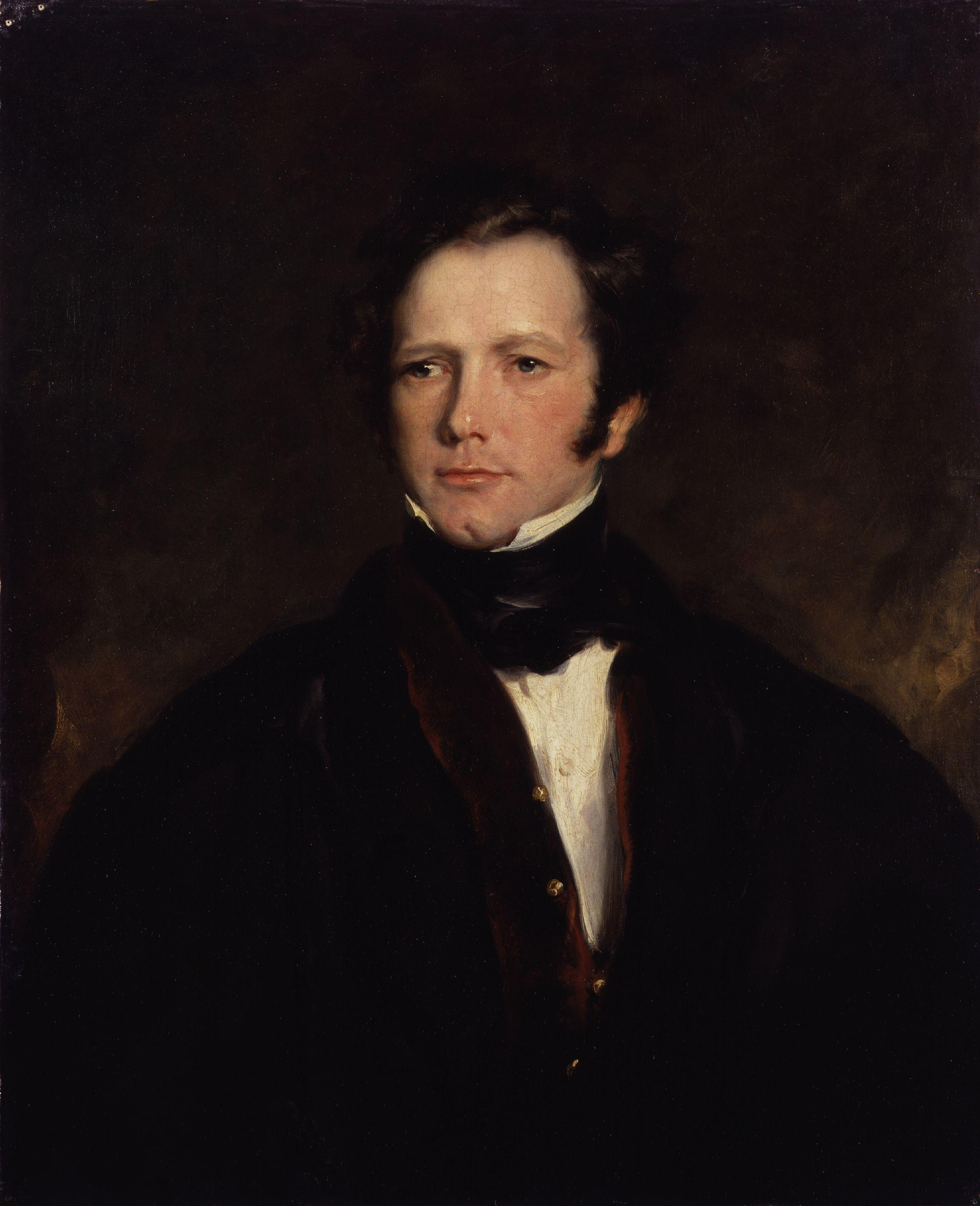
Frederick Marryat afirmou ter visto o fantasma da "Dama de Castanho" em 1835.

A aparição seguinte da "Dama de Castanho" aconteceu em 1836 e foi registada pelo capitão Frederick Marryat, um amigo do novelista Charles Dickens, e autor de uma popular série de romances no mar. Diz-se que Marryat pediu para passar uma noite no quarto assombrado de Raynham Hall para provar a sua teoria de que a assombração era causada por ladrões locais que queriam manter as pessoas afastadas da zona. Em 1917, Florence Marryat escrever sobre a experiência do pai:
:"(...) ficou no quarto no qual estava pendurado o retrato da aparição e no qual esta tinha sido vista muitas vezes e dormiu todas as noites com um revolver carregado debaixo da almofada. Contudo, nos dois primeiros dias não viu nada e a terceira noite seria a última da sua estadia. No entanto, na terceira noite, dois jovens (sobrinhos do baronete), bateram à sua porta quando ele se estava a preparar para ir para a cama e pediram-lhe que se dirigisse ao quarto deles (que era na ponta oposta do corredor), para lhes dar a sua opinião sobre uma arma nova que tinha acabado de chegar de Londres. O meu pai estava de camisa interior e calças, mas como já era tarde e toda a gente se tinha retirado para os seus quartos menos eles, preparou-se para os acompanhar como estava. Quando estavam a sair do quarto, foi buscar o seu revólver, "para o caso de encontrarmos a Dama de Castanho", disse ele, a rir-se. Quando a inspecção da arma terminou, os jovens, no mesmo espírito, declararam que iam acompanhar o meu pai de volta, "para o caso de encontrar a Dama de Castanho", repetiram eles, também a rir. Assim, os três cavalheiros regressaram juntos.
O corredor era longo e escuro, uma vez que as luzes se tinham apagado, mas à medida que se aproximavam do meio, viram a luz fraca de um candeeiro a aproximar-se deles do outro lado. "Uma das senhoras vai visitar o quarto das crianças," sussurrou o jovem Townshend ao meu pai. As portas dos quartos naquele corredor estavam à frente umas das outras e cada quarto tinha uma porta dupla com um espaço entre elas, como acontece em muitas casas antigas. O meu pai, como já disse, estava apenas de camisa interior e calças e a sua modéstia nativa fizeram-no sentir-se desconfortável, por isso entrou imediatamente para uma das portas (os seus amigos fizeram o mesmo), para se esconder da senhora que devia ter passado.
Ouvi-o descrever como a viu aproximar-se cada vez mais, através da abertura entre as portas até que, quando estava perto o suficiente para que ele conseguisse distinguir as cores e o estilo da sua roupa, reconheceu a figura como uma cópia do retrato da "Dama de Castanho". Tinha o dedo no gatilho do revólver e estava prestes a mandar a figura parar e perguntar-lhe a razão da sua presença ali, quando esta parou por vontade própria em frente à porta atrás da qual ele se escondia e, segurando o candeeiro aceso que transportava próximo do seu rosto, sorriu de forma malévola e diabólica para ele. Esta atitude enfureceu tanto o meu pai, que era tudo menos calmo, que saltou para o corredor rapidamente e disparou o revólver mesmo na cara dela. A figura desapareceu imediatamente - a figura para qual três homens tinham estado a olhar durante vários minutos - e a bala passou pela porta exterior do quarto para o lado oposto do corredor e ficou alojada no painel da porta interior. O meu pai nunca mais voltou a meter-se com a 'Dama de Castanho de Rynham".
Lady Townsend afirmou que a "Dama de Castanho" voltou a ser vista em 1926, quando o seu filho e um amigo afirmaram que tinham visto o fantasma na escadaria, identificando a figura fantasmagórica como o retrato de Lady Dorothy Walpole que na altura estava pendurado no quarto assombrado.

## RevistaCountry Life

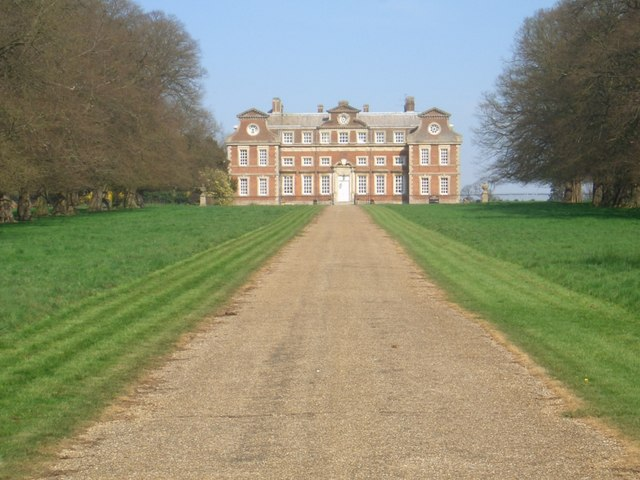
Raynham Hall, em Norfolk, Inglaterra

A 19 de Setembro de 1936, o capitão Hubert C. Provand, um fotografo de Londres que trabalhava para a revista Country Life, e o seu assistente, Indre Shira, estavam a tirar fotografias de Raynham Hall para um artigo que iria ser publicado mais tarde nesse mesmo ano. Segundo o seu relato, os dois já tinham tirado uma fotografia da escadaria principal da casa e estavam a preparar-se para tirar outra quando Shira viu "uma forma de vapor a criar gradualmente a forma de uma mulher" e a descer as escadas em direcção a eles.. Seguindo as instruções de Shira, Provand retirou rapidamente a tampa da lente enquanto Shira carregava no botão para activar o flash. Mais tarde, quando os negativos foram revelados, surgiu a famosa imagem da "Dama de Castanho". O testemunho da experiência fantasmagórica de Provand e Shira foi publicado na revista Country Life a 26 de Dezembro de 1936 juntamente com a fotografia da "Dama de Castanho". A fotografia e o testemunho da sua captura também apareceram na edição de 4 de Janeiro de 1937 da revista Life.
Pouco depois, o conhecido investigador do paranormal, Harry Price, entrevistou Provand e Shira e escreveu: "Vou dizer desde já que fiquei impressionado. Contaram-me uma história perfeitamente simples: O senhor Indre Shira viu a aparição descer as escadas e no momento exacto em que a cabeça do capitão Provand estava debaixo do pano negro. Um grito - e a tampa da lente foi retirada e a lâmpada do flash disparou, com o resultado que vemos agora. Não consegui abalar a história deles e não tinha o direito de não acreditar neles. Apenas se houvesse uma conspiração entre estes dois homens se poderia dizer que o fantasma é falso. O negativo está inocente de qualquer falsificação."
A Country Life chamou especialistas que afirmaram que a fotografia e o seu negativo não aparentavam sinais de alteração. Contudo, desde então, alguns críticos têm vindo a afirmar que Shira falsificou a imagem pintando uma figura na lente da câmara com gordura ou uma substância semelhante ou então que tinha descido as escadas deliberadamente durante a exposição. Outros afirmam que a imagem é uma dupla exposição acidental ou uma mancha de luz que entrou na câmara de alguma forma.
Depois da sua última aparição em 1936, a Dama de Castanho nunca mais foi vista.